# Minuartia schischkinii
Minuartia schischkinii är en nejlikväxtart som beskrevs av Adylov. Minuartia schischkinii ingår i släktet nörlar, och familjen nejlikväxter. Inga underarter finns listade i Catalogue of Life.